# Édimbourg Capitals
Pour les articles homonymes, voir Capitals.
Les Édimbourg Capitals (en anglais : Edinburgh Capitals) sont un club de hockey sur glace basé à Édimbourg en Écosse. Il évolue dans le Championnat du Royaume-Uni de hockey sur glace.

## Historique
Le club est créé en 1998 à la suite de la dissolution des Murrayfield Royals, reprenant la place de ces derniers en British National League, le second échelon du hockey britannique. Avec la fin de la BNL en 2005, les Capitals intègrent l'Elite Ice Hockey League, l'élite nationale. En 2018, le Murrayfield Ice Rink ne renouvelle pas le contrat de location avec le club, lui préférant les Murrayfield Racers.
À partir de la saison 2000-2001, le club aligne une équipe de réserve dans les compétitions régionales écossaises. Celle-ci remporte entre autres la Scottish National League, le championnat écossais, à trois reprises et réalise un triplé ligue, séries éliminatoires et coupe en 2014 .

## Bilan par saison
| Saison                  | PJ | V  | VP | D  | N | DP | BP  | BC  | Pts | Classement | Séries éliminatoires | Entraîneur                                  | Capitaine        |
| ----------------------- | -- | -- | -- | -- | - | -- | --- | --- | --- | ---------- | -------------------- | ------------------------------------------- | ---------------- |
| British National League |    |    |    |    |   |    |     |     |     |            |                      |                                             |                  |
| 1998-1999               | 32 | 9  | 0  | 20 | - | 3  | 112 | 185 | 21  | 8e place   | 4e place Groupe A    |                                             |                  |
| 1999-2000               | 36 | 9  | 1  | 25 | - | 1  | 118 | 192 | 21  | 8e place   | 4e place Groupe A    | Angelo Catenaro                             | Kyle Edwards     |
| 2000-2001               | 36 | 6  | -  | 27 | - | 3  | 130 | 246 | 15  | 9e place   | Non qualifié         | Jock Hay                                    |                  |
| 2001-2002               | 44 | 20 | -  | 23 | 1 | -  | 180 | 212 | 41  | 7e place   | 4e place Groupe B    | Scott Neil                                  | Steven Lynch     |
| 2002-2003               | 36 | 19 | -  | 15 | 0 | 2  | 119 | 125 | 40  | 6e place   | 3e place Groupe B    | Scott Neil                                  | Steven Lynch     |
| 2003-2004               | 36 | 19 | -  | 13 | 2 | 2  | 143 | 117 | 42  | 3e place   | Demi-finales         | Tony Hand                                   | Steven Lynch     |
| 2004-2005               | 38 | 6  | -  | 29 | 1 | 2  | 102 | 189 | 15  | 7e place   | Non qualifié         | Scott Neil                                  | Steven Lynch     |
| Elite Ice Hockey League |    |    |    |    |   |    |     |     |     |            |                      |                                             |                  |
| 2005-2006               | 42 | 9  | -  | 28 | 2 | 3  | 118 | 187 | 23  | 8e place   | 4e place Groupe A    | Tony Hand                                   | Jim Vickers      |
| 2006-2007               | 54 | 18 | -  | 33 | - | 4  | 160 | 222 | 39  | 10e place  | Non qualifié         | Scott Neil                                  | Martin Cingel    |
| 2007-2008               | 54 | 19 | -  | 32 | - | 3  | 155 | 208 | 41  | 8e place   | Quarts de finale     | Doug Christiansen                           | Martin Cingel    |
| 2008-2009               | 54 | 19 | -  | 29 | - | 6  | 179 | 243 | 44  | 8e place   | Quarts de finale     | Doug Christiansen                           | Martin Cingel    |
| 2009-2010               | 56 | 22 | -  | 26 | - | 8  | 177 | 224 | 52  | 6e place   | Quarts de finale     | Doug Christiansen                           | Martin Cingel    |
| 2010-2011               | 54 | 6  | -  | 45 | - | 3  | 134 | 418 | 15  | 10e place  | Non qualifié         | Brad Gratton Scott Neil                     | Martin Cingel    |
| 2011-2012               | 54 | 13 | -  | 37 | - | 4  | 133 | 265 | 30  | 9e place   | Non qualifié         | Richard Hartmann                            | Jan Šafář        |
| 2012-2013               | 52 | 22 | -  | 26 | - | 4  | 149 | 184 | 48  | 6e place   | Quarts de finale     | Richard Hartmann                            | Martin Cingel    |
| 2013-2014               | 52 | 13 | -  | 36 | - | 3  | 134 | 227 | 27  | 10e place  | Non qualifié         | Richard Hartmann                            | Martin Cingel    |
| 2014-2015               | 52 | 20 | -  | 26 | - | 6  | 135 | 215 | 46  | 9e place   | Non qualifié         | Richard Hartmann                            | Jade Portwood    |
| 2015-2016               | 52 | 10 | -  | 37 | - | 5  | 153 | 287 | 25  | 10e place  | Non qualifié         | Riley Emmerson                              | Everett Sheen    |
| 2016-2017               | 52 | 16 | -  | 33 | - | 3  | 154 | 226 | 35  | 10e place  | Non qualifié         | Michal Dobroň                               | Jacob Johnston   |
| 2017-2018               | 56 | 5  | -  | 50 | - | 1  | 118 | 331 | 11  | 12e place  | Non qualifié         | Dmitri Khristitch Michael D'Orazio Jock Hay | Michael D'Orazio |

## Palmarès

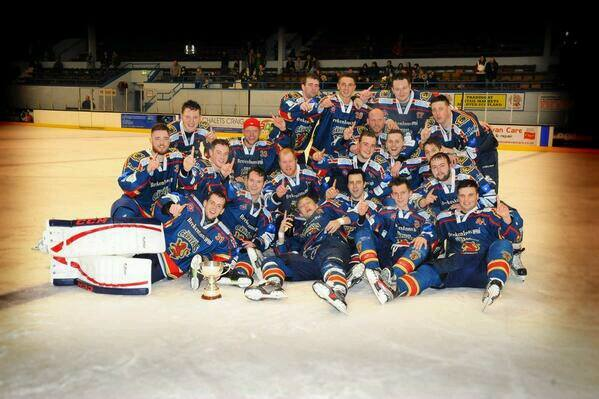
L'équipe réserve des Capitals célèbrant son titre en Scottish National League en 2014.

- Champion de la Scottish National League : 2002, 2003, 2014 (équipe réserve)
- Vainqueur des séries éliminatoires de la Scottish National League : 2014 (équipe réserve)
- Vainqueur de la Scottish Cup : 2002, 2013, 2014, 2015 (équipe réserve)
- Vainqueur de la Scottish Autumn Cup : 2001, 2002 (équipe réserve)
- Vainqueur de la Scottish Spring Cup : 2001, 2002, 2003, 2005 (équipe réserve)